# Heracle

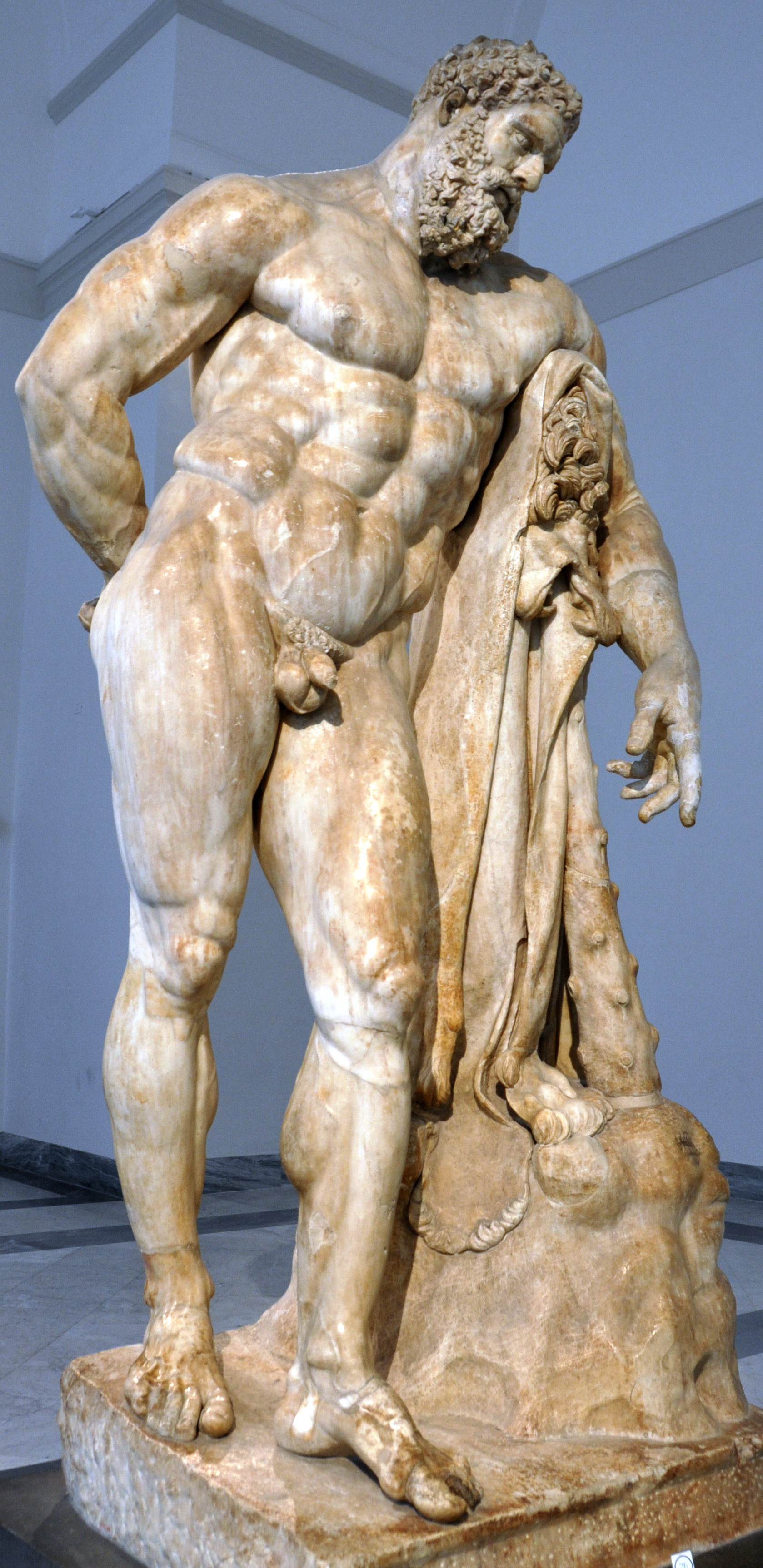
Statuia Farnese Hercules, copie romană după originalul grec

Heracle (în greacă veche Ἡρακλῆς, Hēraklēs), cunoscut și sub numele de Hercule în limba română (din latină Hercules), născut Alcaeus sau Alcide, este cel mai cunoscut erou din mitologia greacă, neîntrecut în forță și vitejie și care, după moarte, a fost primit în rândul zeilor devenind astfel nemuritor. 
Grecii antici sărbătoreau festivalul Heracleea, care  comemora  moartea lui Heracle, în a doua zi a lunii Metageitnion (sfârșitul lunii iulie sau începutul lui august).

## Mitologie

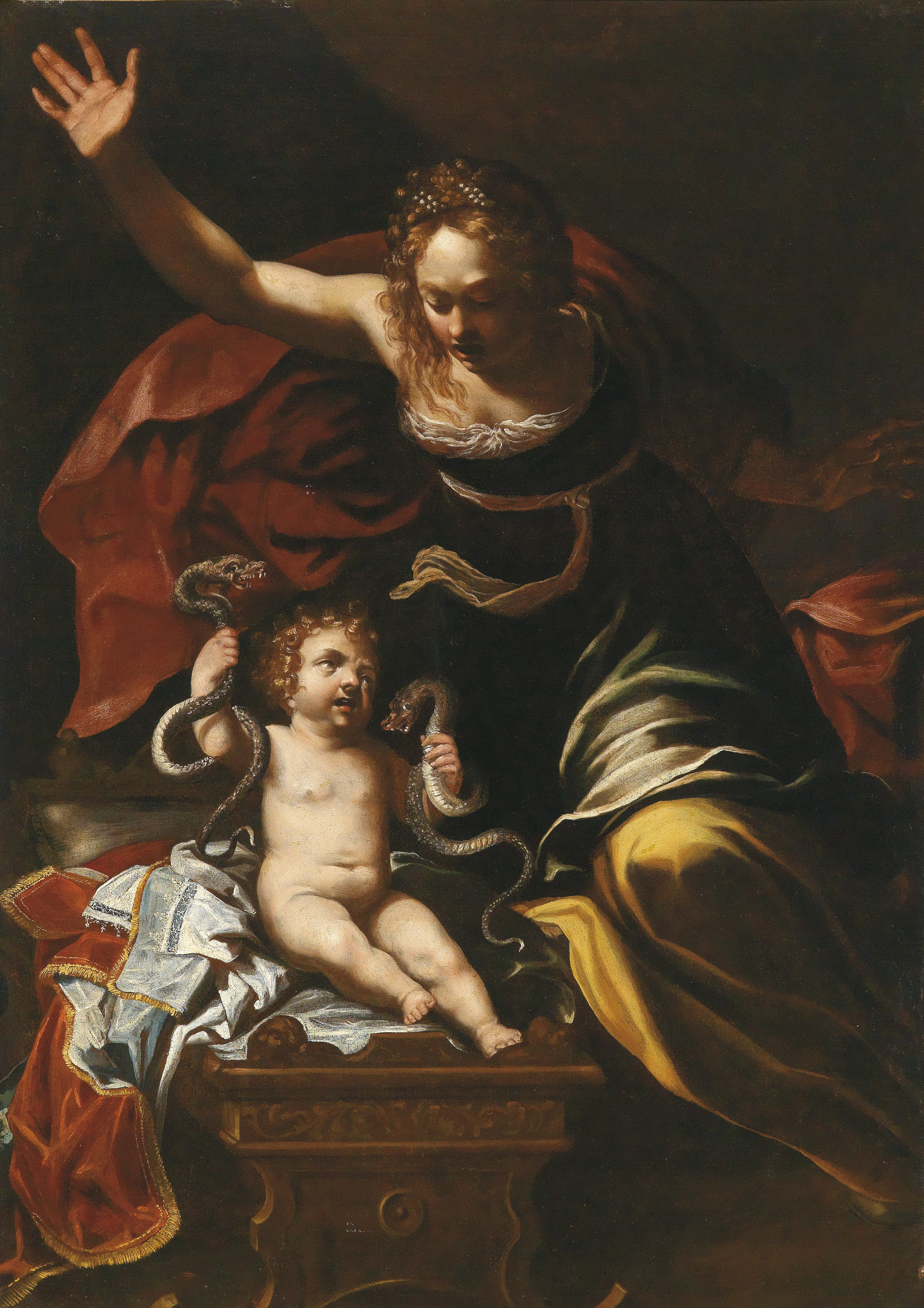
Hercule îi ucide pe cei doi șerpi.
(Pictură atribuită lui Bernardino Mei)</br>

Heracle - numit de către romani Hercules - era fiul lui Zeus și al Alcmenei. 
Pentru a se uni cu Alcmena, Zeus a luat chipul și înfățișarea soțului ei, Amfitrion, plecat să lupte împotriva teleboenilor. Din unirea Alcmenei cu Zeus s-a născut Heracle, iar din unirea Alcmenei cu Amfitrion, sosit imediat după aceea, s-a născut Ificles, frate geamăn cu Heracle.
Dându-și seama de originea divină a lui Heracle, Amfitrion a consimțit să-l crească în casa sa, alături de Ificles. Gelozia Herei față de Alcmena s-a manifestat însă de timpuriu, încă înainte de nașterea copilului. Fiindcă Zeus - ca să-și ocrotească viitorul fiu - făgăduise regatul Argosului primului urmaș care se va naște din Perseu, Hera a îndemnat-o pe fiica ei, Ilithyia, care patrona nașterile, să întârzie nașterea lui Heracle și să o grăbească în schimb pe cea a lui Euristeu, fiul lui Sthenelos. Datorită acestui fapt, Euristeu se naște la șapte luni, revenindu-i lui Argosul, iar Heracle e purtat zece luni în pântece de Alcmena.
Mânia Herei continuă să se reverse și după nașterea lui Heracle, de data aceasta însă asupra lui. Într-o noapte, când cei doi frați se aflau în leagănul lor, ea le trimite doi șerpi cu gândul să-l ucidă pe Heracle. Fără să-și piardă cumpătul, Heracle, deși avea numai zece luni, apucă fiecare șarpe cu câte o mână și îi sugrumă, în timp ce Ificles, îngrozit, trezește toată casa cu țipetele lui. Este un semn în plus pentru Amfitrion cu privire la originea divină a copilului. El îl crește însă mai departe în casa sa, ca pe propriul său fiu. Când Heracle crește, el își înspăimântă părintele, omorându-și dascălul, pe Linus, și acest fapt îl determină pe Amfitrion să-l trimită pe Heracle la țară să-i păzească cirezile.
Eroul stă acolo până la vârsta de optsprezece ani, când săvârșește primul său act de vitejie: ucide leul din Cithaeron, care atacase cirezile tatălui său. Cu această ocazie el se unește cincizeci de nopți la rând cu cele cincizeci de fiice ale regelui Thespius, la care stă în gazdă tot timpul cât durează vânătoarea. După ce ucide fiorosul animal, Heracle se întoarce acasă. Pe drum se întâlnește cu solii  regelui Erginus, trimiși să ridice tributul la care erau supuși tebanii. El se luptă cu Erginus și îl învinge. Drept mulțumire că i-a scăpat pe tebani de tributul înjositor, regele Creon i-o dă în căsătorie lui Heracle pe fiica sa, Megara. Cu Megara eroul a avut mai mulți copii.
Urmărindu-l mai departe cu mânia sa divină, Hera îi ia mințile și, într-un delir furios, îl determină să-și ucidă copiii. În urma săvârșirii acestei crime, eroul consultă oracolul din Delphi. Pentru ispășire, Apollo îi poruncește să-i slujească timp de doisprezece ani lui Euristeu. La cererea acestuia, care îl pune la felurite munci, Heracle săvârșește cele douăsprezece mari fapte de vitejie cunoscute sub numele de muncile (isprăvile) lui Heracles.

### Cele douăsprezece munci ale lui Heracle
- Prima muncă este uciderea hidrei din Lerna. Născută din Typhon și din Echidna, hidra era un balaur monstruos, a cărui răsuflare ucidea pe oricine îi simțea duhoarea. Ea avea nenumărate capete, care pe măsură ce erau retezate creșteau la loc. Unul dintre capete era nemuritor. Heracle a reușit sa-i reteze capetele și, cu ajutorul nepotului său, Iolaus, să-i ardă carnea în locul unde fuseseră, pentru a le împiedica să se mai regenereze. Pe urmă el îi retează și capul cel nemuritor și, îngropându-l în pământ, împinge deasupra lui o stâncă uriașă. Sângele hidrei era și el aducător de moarte. De aceea, la plecare, eroul și-a muiat săgețile în el, făcându-le astfel veninoase.

- A doua muncă este uciderea leului din Nemeea, o fiară înspăimântătoare care pustia ținutul respectiv. Eroul îl sugrumă, apoi îl jupoaie de pielea îngrozitoare la vedere. Înfățișându-se mai apoi îmbrăcat în această piele lui Euristeu, acesta, de frică, nu-i îngăduie să pătrundă în cetate ci îi poruncește să-și depună prada înaintea porților. Cu această ocazie eroul înființează Jocurile Nemeiene.

- A treia muncă este prinderea mistrețului de pe muntele Erymanthus. Groaznicul animal a fost urmărit de către erou prin mijlocul unor zăpezi înalte, până când, sleit de puteri, a fost prins.

- A patra muncă este prinderea unui căprior cu coarne de aur, care aparținea zeiței Artemis. Vestit prin iuțeala lui, căpriorul a fost fugărit un an încheiat de către erou, care, în cele din urmă, l-a ajuns în Arcadia si, rănindu-l ușor, a reușit să-l prindă.

- A cincea muncă este curățarea grajdurilor lui Augias⁠(d). Augias, regele din Elis, avea peste trei mii de vite și grajdurile care le adăposteau nu mai fuseseră curățate de peste treizeci de ani. La porunca lui Euristeu Heracles s-a legat să le curețe într-o singură zi, cerându-i o răsplată lui Augias, dacă avea să reușească. Augias s-a învoit. Atunci eroul a schimbat cursurile râurilor Alpheus și Peneus și, abătându-le prin mijlocul grajdurilor, a făcut ca tot gunoiul să fie dus de ape până-n seară. Când și-a cerut însă plata cuvenită, Augias a refuzat să-și țină făgăduiala, fapt pentru care avea să fie pedepsit mai târziu de către erou.

- A șasea muncă este distrugerea păsărilor stimfalide. În pădurile care împrejmuiau lacul Stymphalis din Arcadia sălășluiau puzderie de păsări de pradă, care pustiau ținutul. Heracle le-a stârpit ucigându-le cu săgețile sale otrăvite.

- A șaptea muncă este prinderea taurului din Creta. Odinioară, regele Minos voise să-i sacrifice taurul lui Poseidon dar, cucerit de frumusețea animalului, îl cruțase. Zeul mării se răzbunase, făcând taurul să devină furios. Heracles a reușit să-l prindă și i l-a adus lui Euristeu, care însă i-a redat libertatea.

- A opta muncă este îmblânzirea iepelor lui Diomede. Diomede, regele Traciei, avea niște iepe sălbatice pe care le hrănea cu carne omenească. Heracle l-a ucis pe Diomede și le-a dat iepelor lui să-i mănânce trupul. După ce s-au ospătat din carnea stăpânului lor, iepele au devenit blânde și s-au lăsat ușor prinse. Heracle i le-a adus și pe acestea lui Euristeu.

- A noua muncă este dobândirea cingătorii purtate de Hippolyte, regina amazoanelor. Cingătoarea îi fusese dăruită acesteia de însuși Ares, zeul războiului. Heracle i-o ia, după ce se luptă cu amazoanele, și o dăruiește fiicei lui Euristeu.

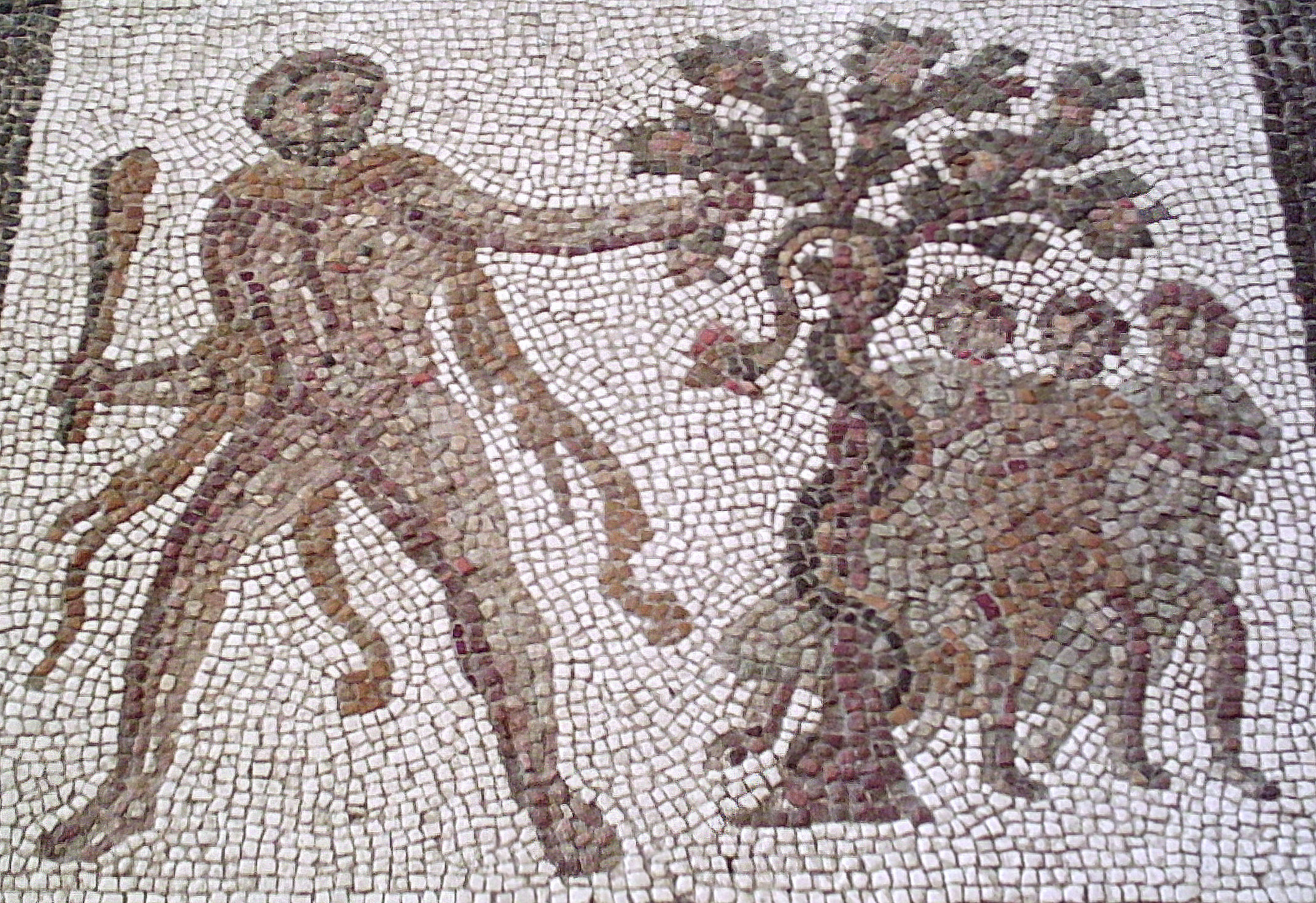
Culegerea merelor din Grădina Hesperidelor - A unsprezecea muncă a lui Heracle

- A zecea muncă este aducerea boilor lui Geryon, tot la porunca lui Euristeu. Cirezile de boi ale lui Geryon se aflau pe insula Erythia, departe, către apusul lumii. Ca să ajungă acolo, eroul a străbătut deșertul Libiei, apoi Oceanul, iar ca să pună mâna pe boii lui Geryon l-a ucis mai întâi pe Orthrus, câinele cu două capete care-i păzea, apoi pe Eurytion, uriașul care-i păștea și, în sfârșit, pe însuși Geryon, monstrul cu trei trupuri, căruia îi aparțineau. După multe peripeții, Heracle ajunge cu bine din nou la Euristeu, nu fără să fi avut însă de furcă pe drumul de întoarcere cu numeroși dușmani care îl atacaseră, vrând să-i fure boii.

- A unsprezecea muncă este culegerea merelor din Grădina Hesperidelor. Merele acestea erau de aur, și ele aparțineau Herei, care le primise în dar, cu prilejul nunții ei cu Zeus, de la Gaia. Hera le dusese în Grădina Hesperidelor și i le dăduse în pază lui Ladon, un balaur uriaș cu o sută de capete. După ce cutreieră mări și țări, după ce trece prin Caucaz unde-l eliberează pe Prometheus, Heracle ajunge la hiperboreeni, unde se afla faimoasa grădină, și, cu ajutorul lui Atlas, izbutește să fure merele și i le duce lui Euristeu.

- A douăsprezecea muncă este aducerea lui Cerberus din împărăția umbrelor subpământene, cea mai grea încercare la care a fost supus. În îndeplinirea acestei sarcini, el a fost ajutat de Hermes și de Athena. Ajuns în Infern, Heracle s-a întâlnit cu umbra lui Meleager - căruia, cu această ocazie, i-a făgăduit să o ia în căsătorie pe Deianira - cu Pirithous, cu Theseus și cu Ascalaphus, pe care i-a scăpat din chinurile la care erau supuși și, în sfârșit, cu zeul Hades, care s-a învoit să i-l dea pe Cerberus cu condiția ca eroul să-l prindă fără să se servească de vreo armă. Strângându-l cu amândouă mâinile de gât, Heracle a reușit să-l stăpânească pe Cerberus și să-l târască după el, pe pământ. La vederea lui, Euristeu a fost atât de înfricoșat încât s-a ascuns și n-a vrut să-l primească. Neavând ce face cu el, Heracles l-a adus atunci înapoi.

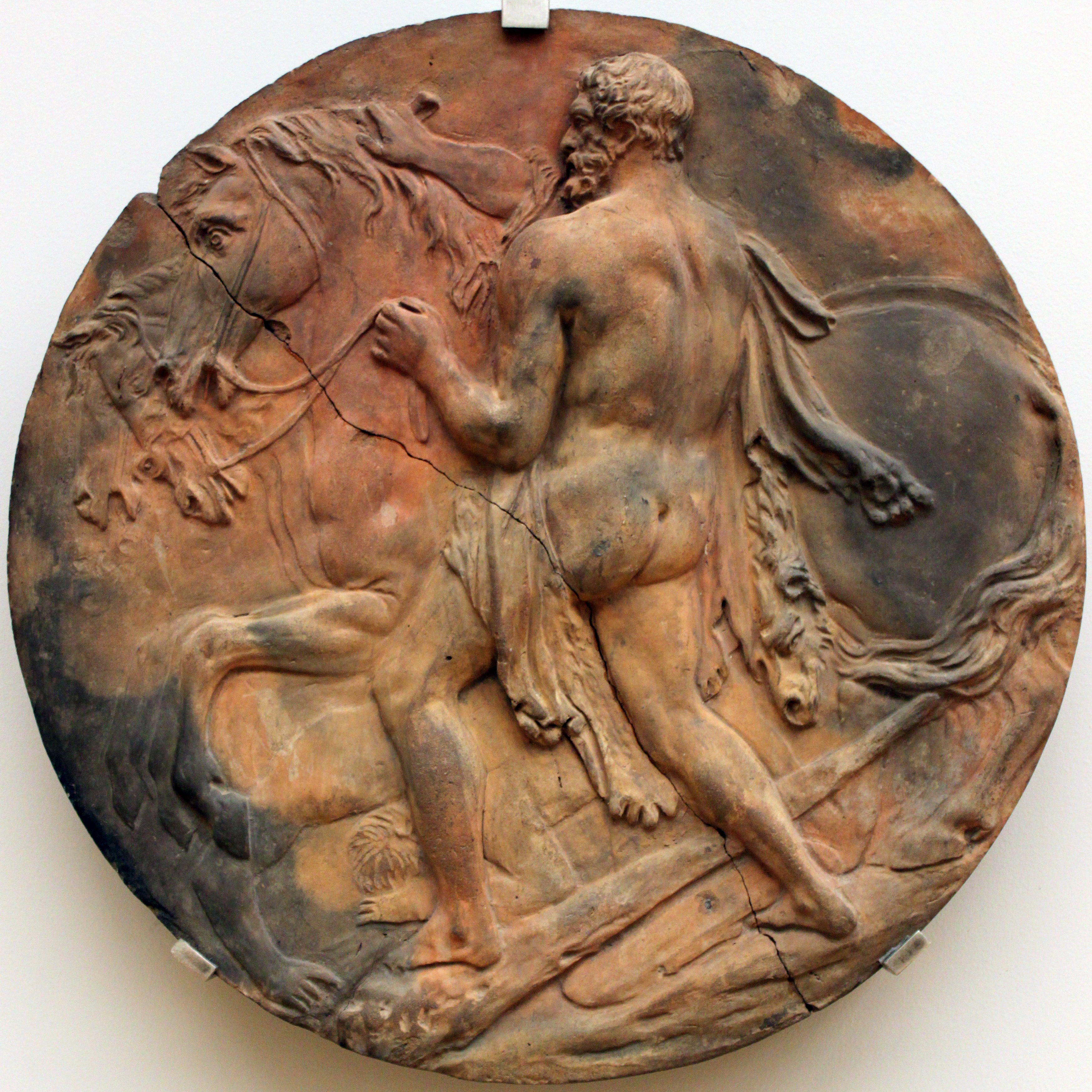
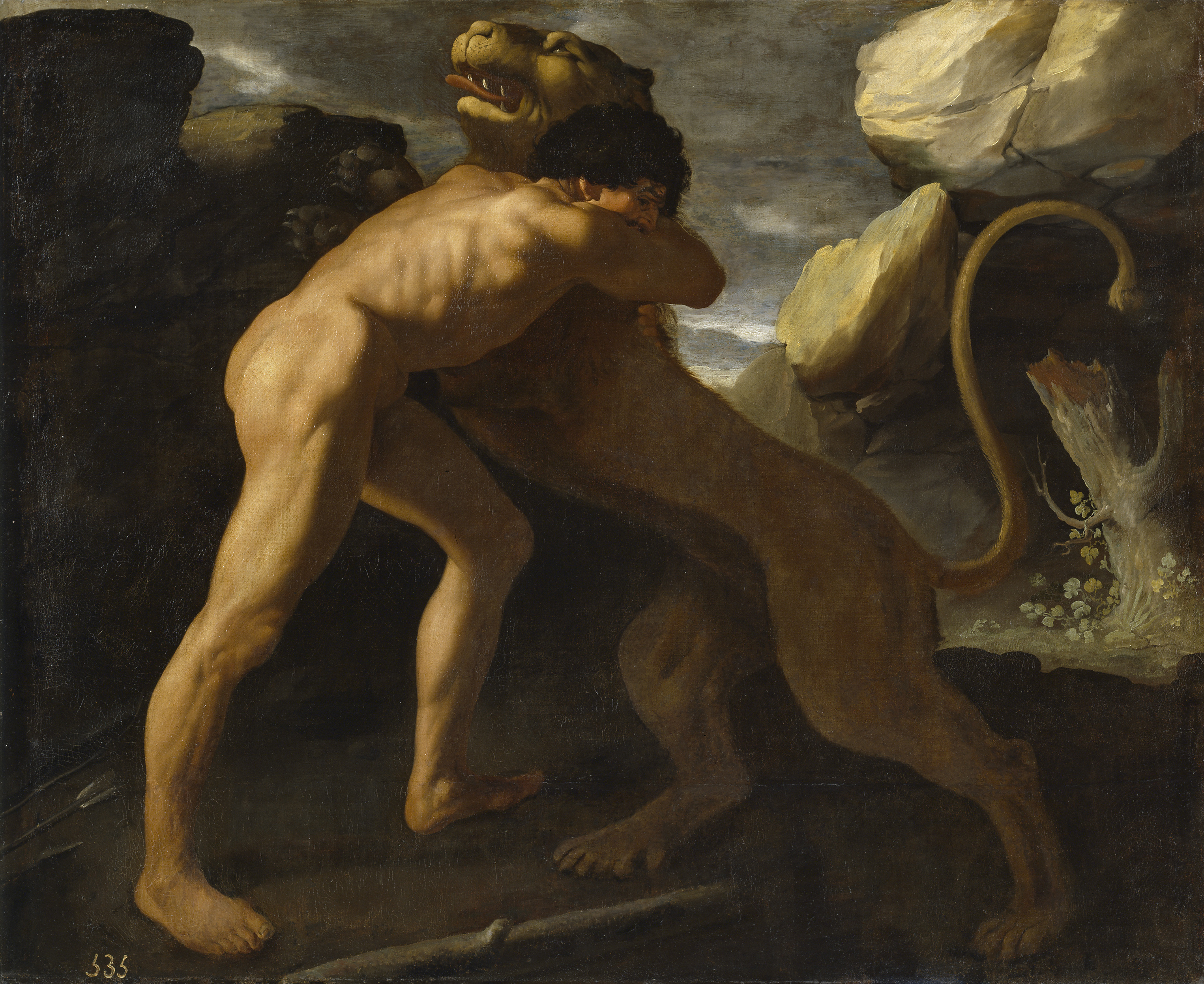
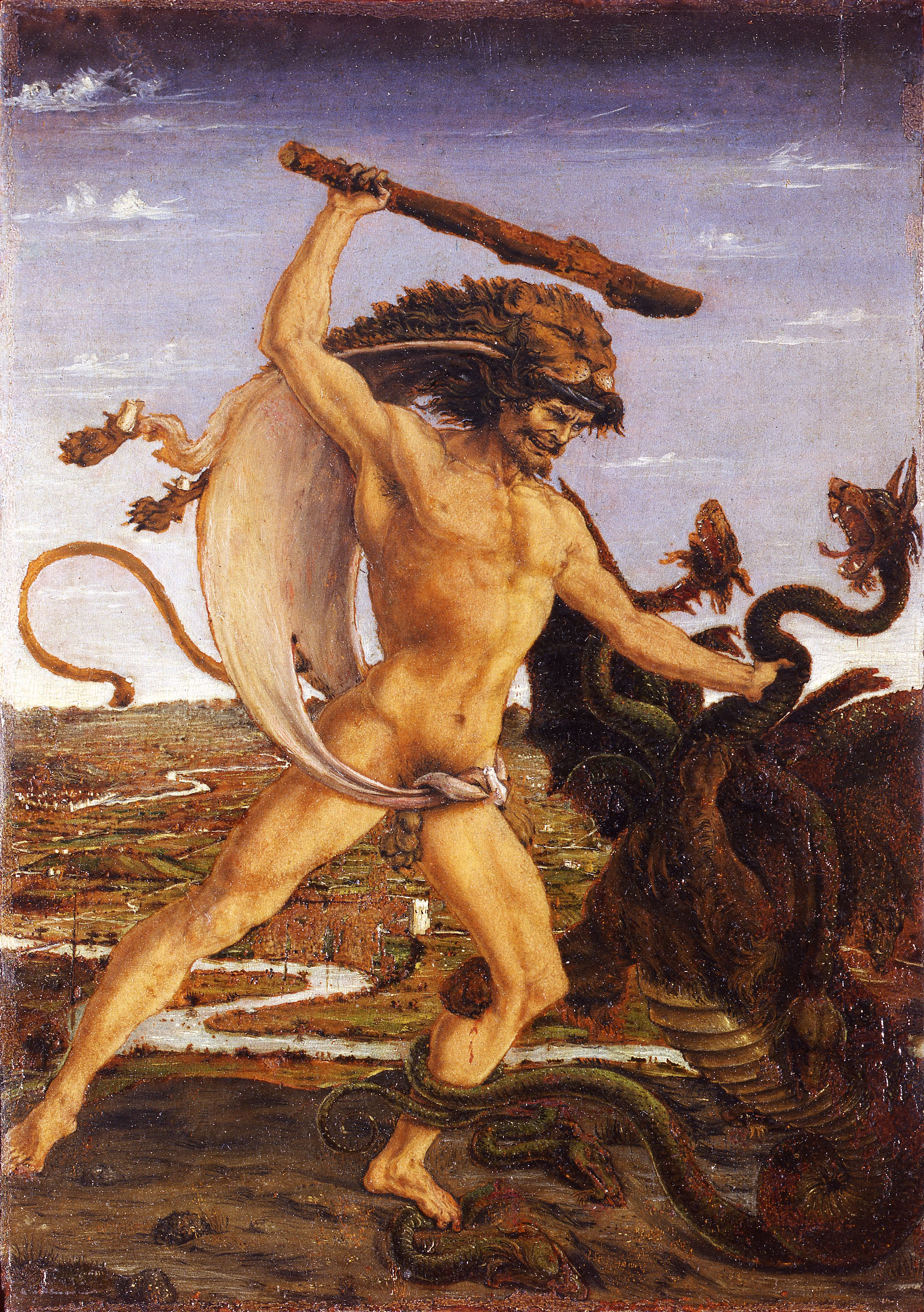
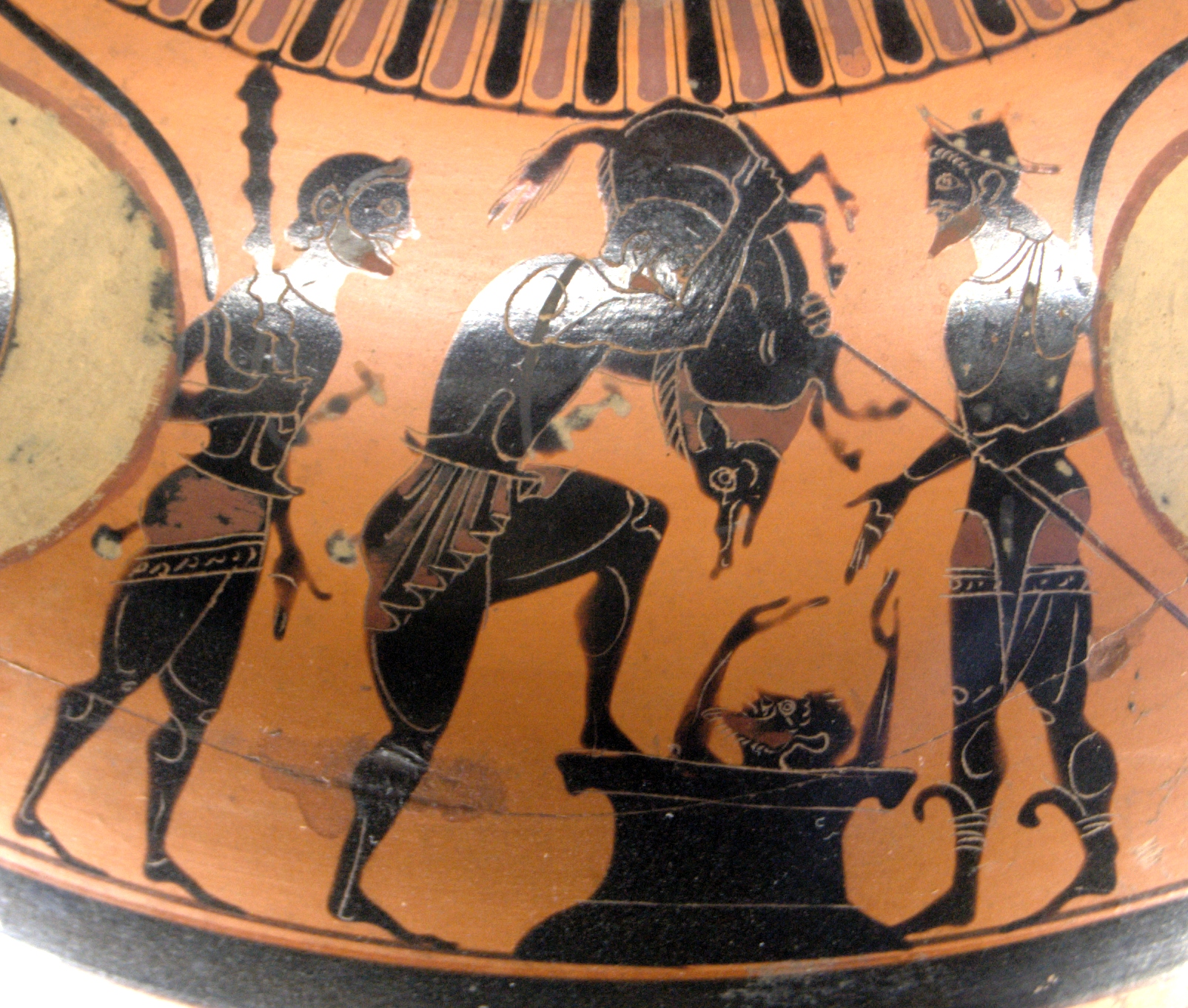
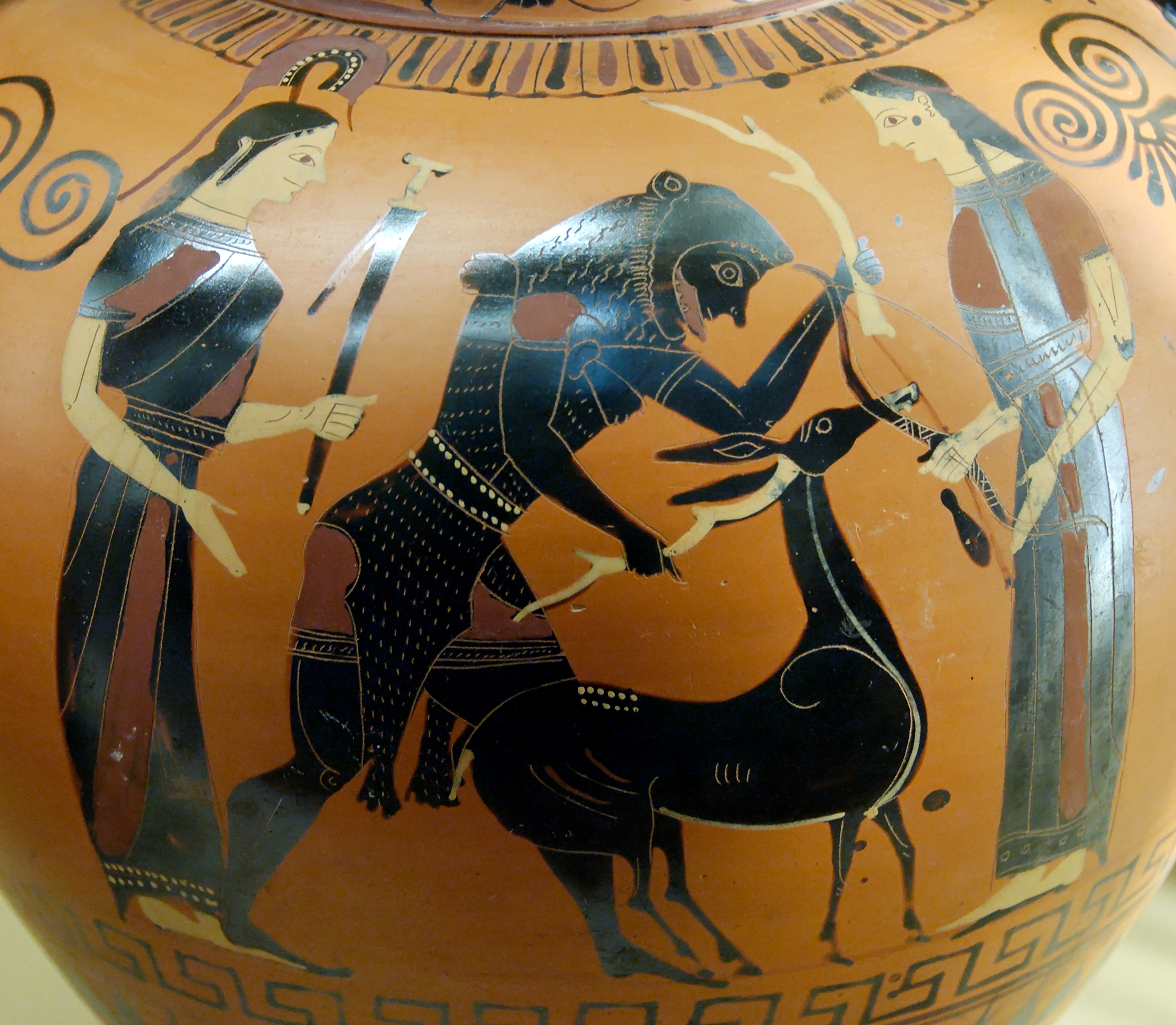
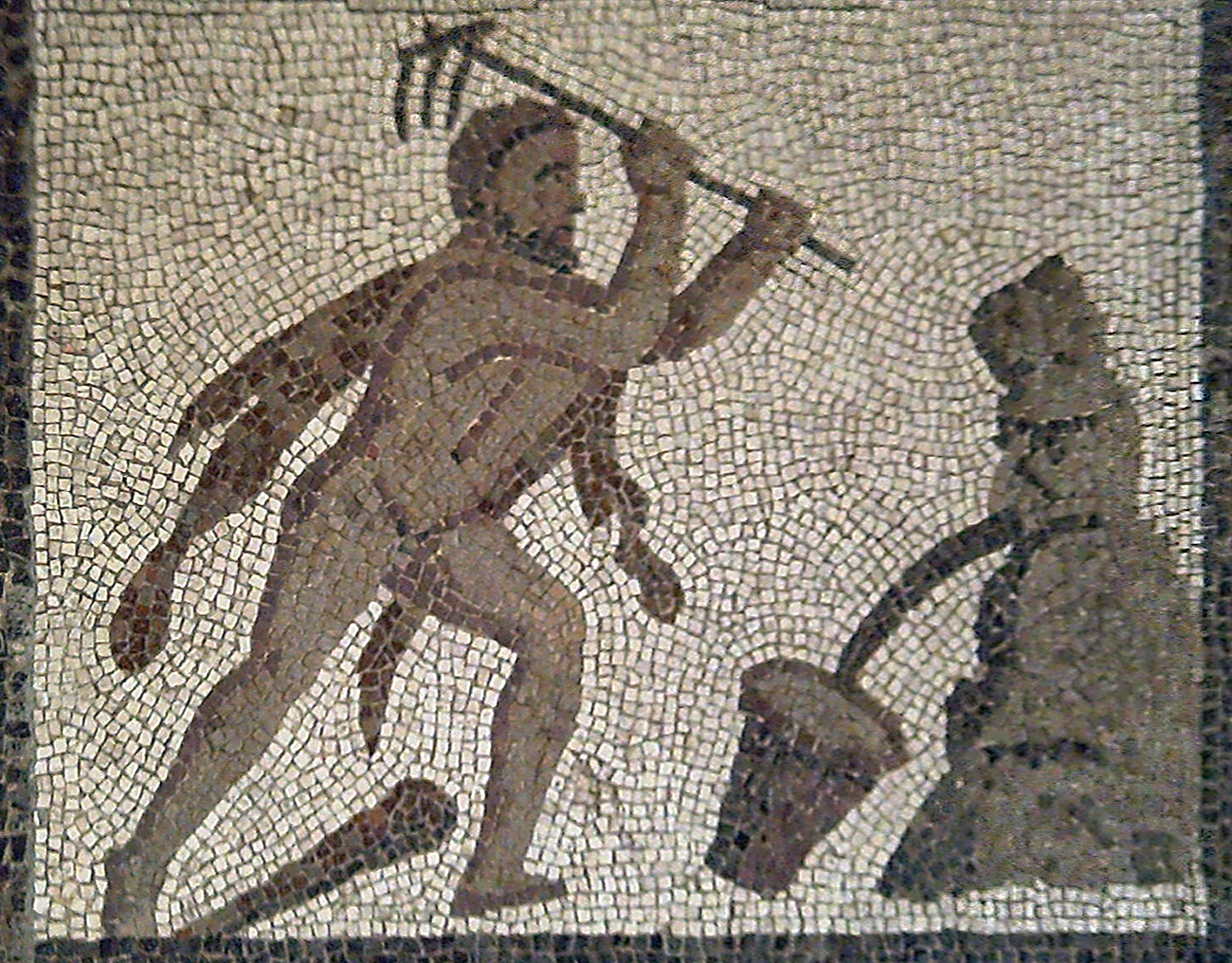
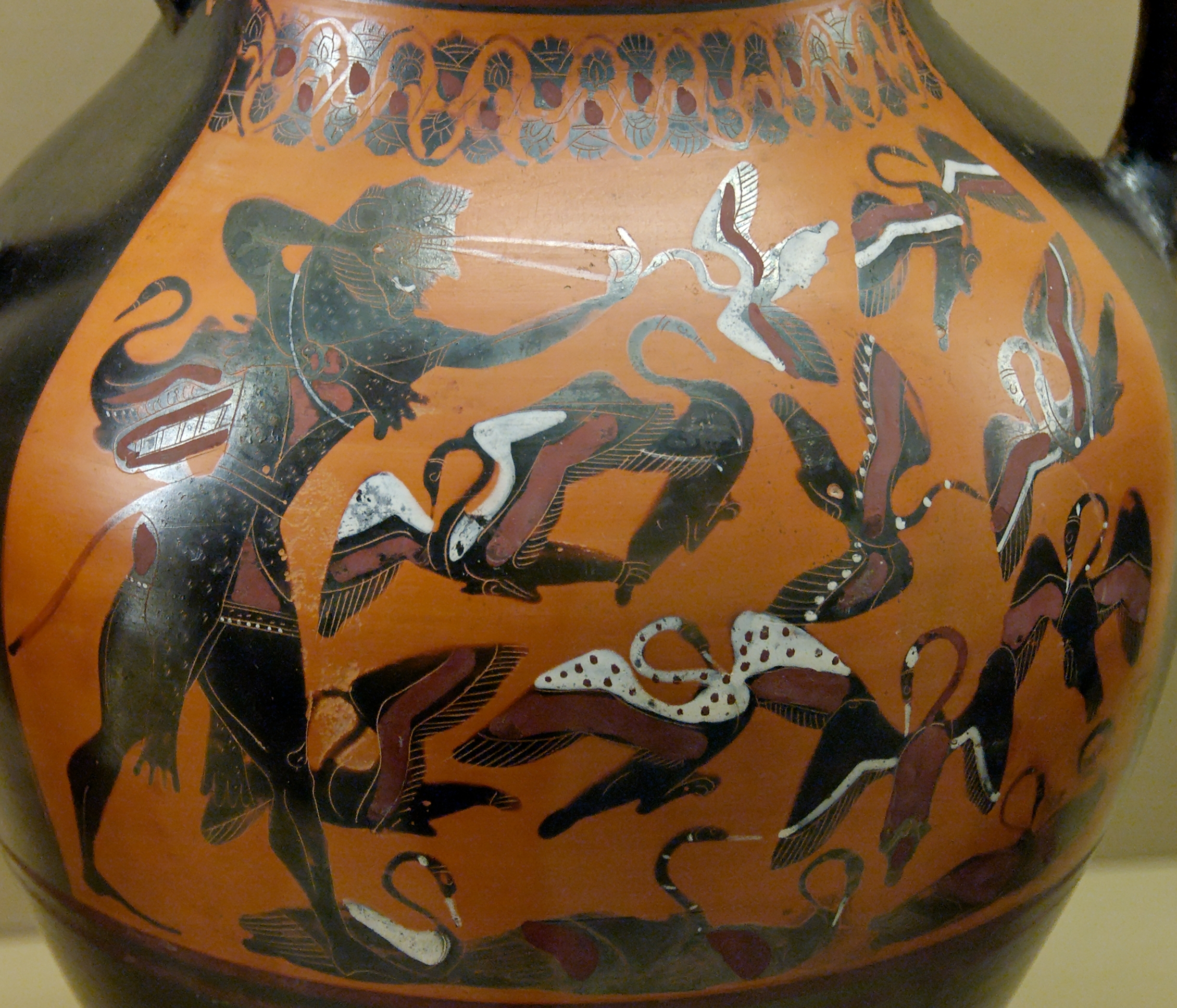
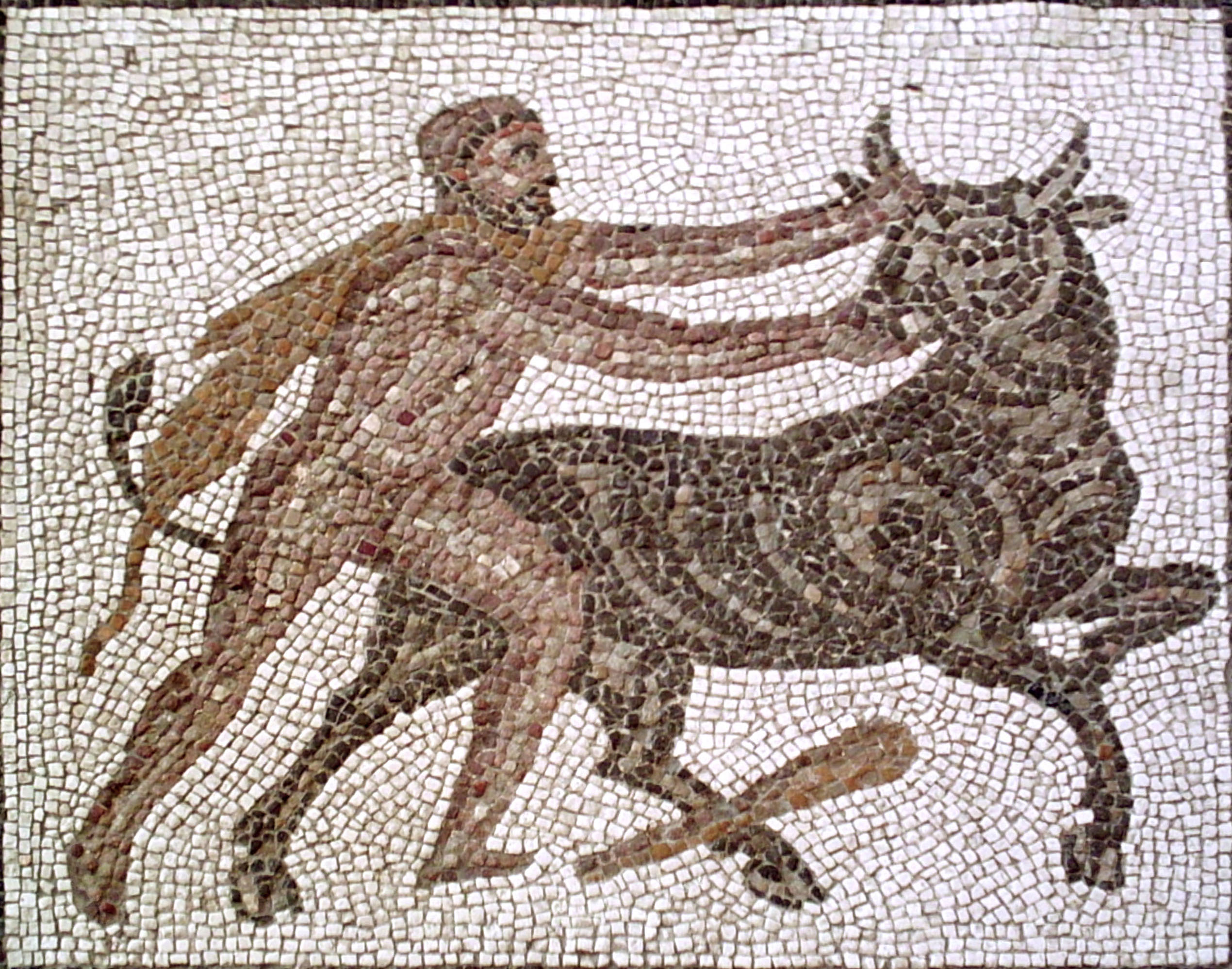
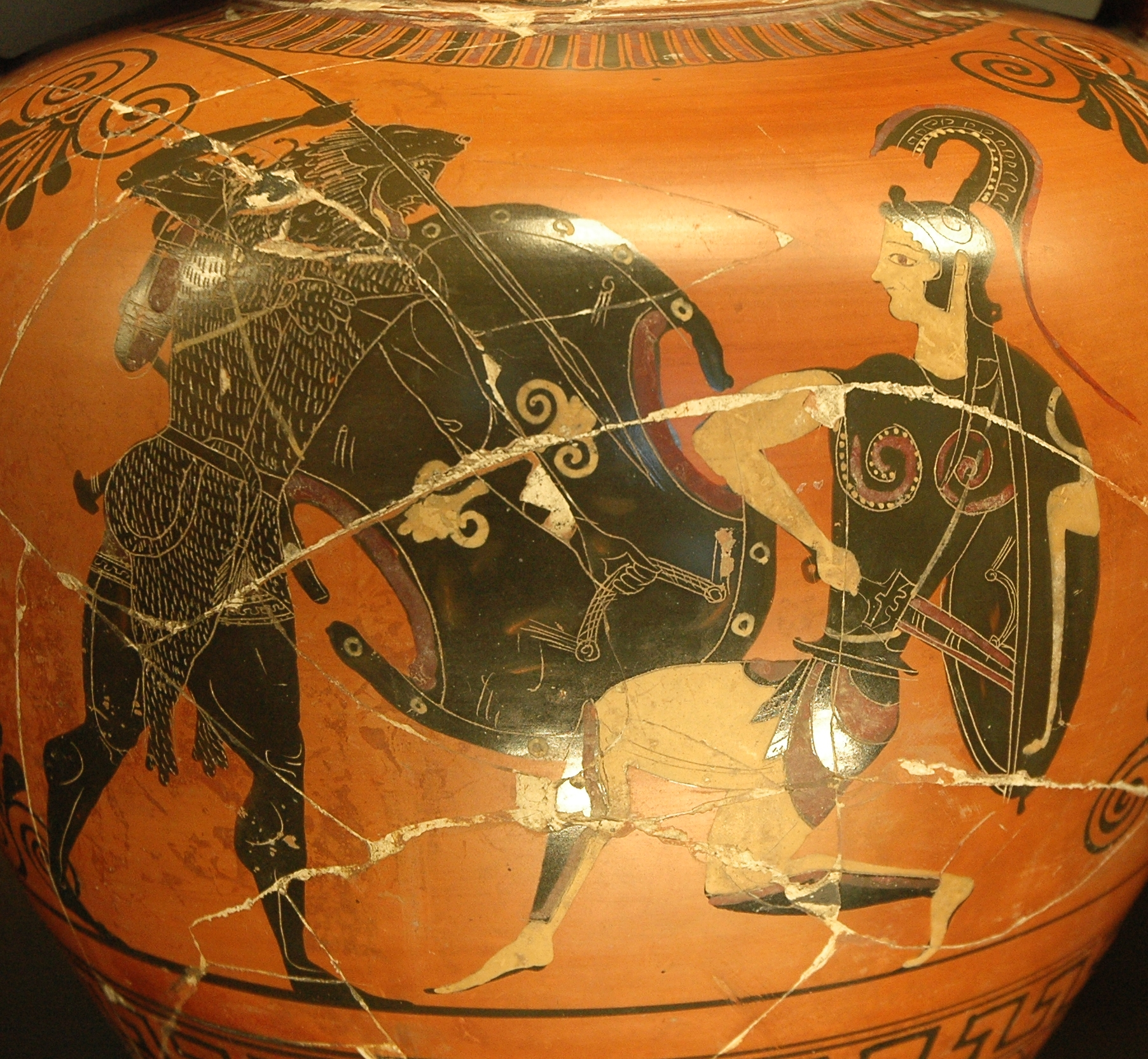
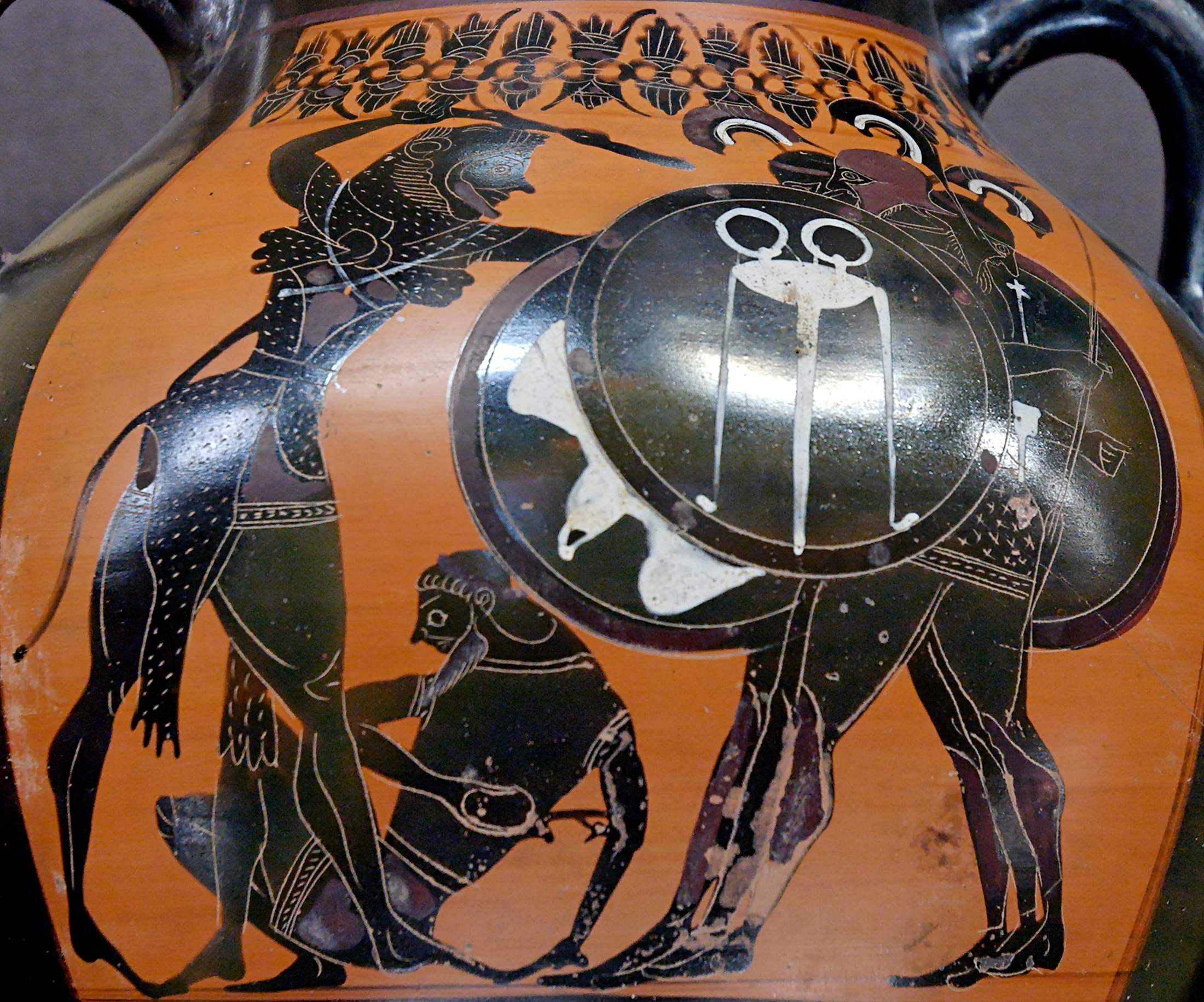
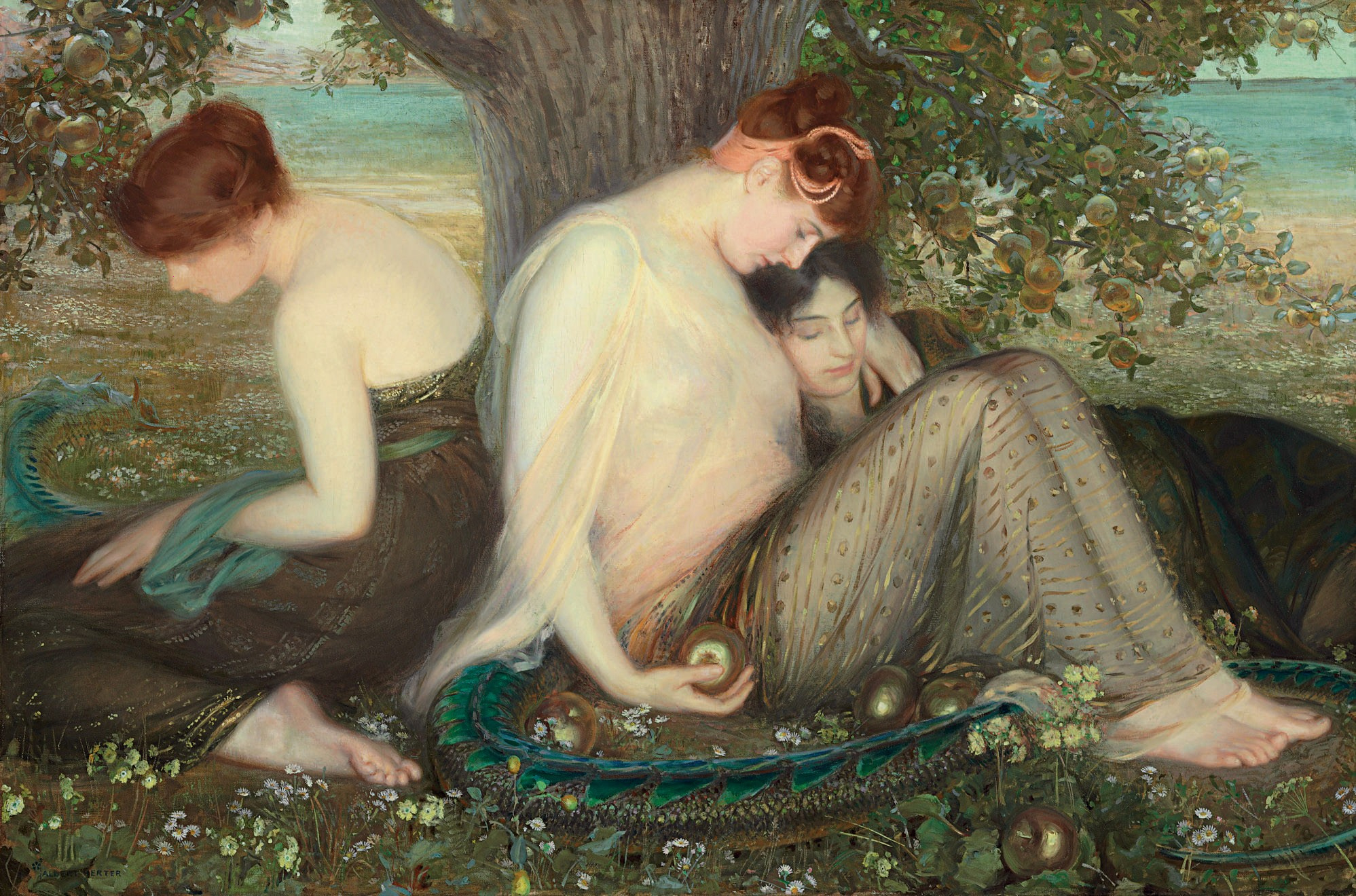
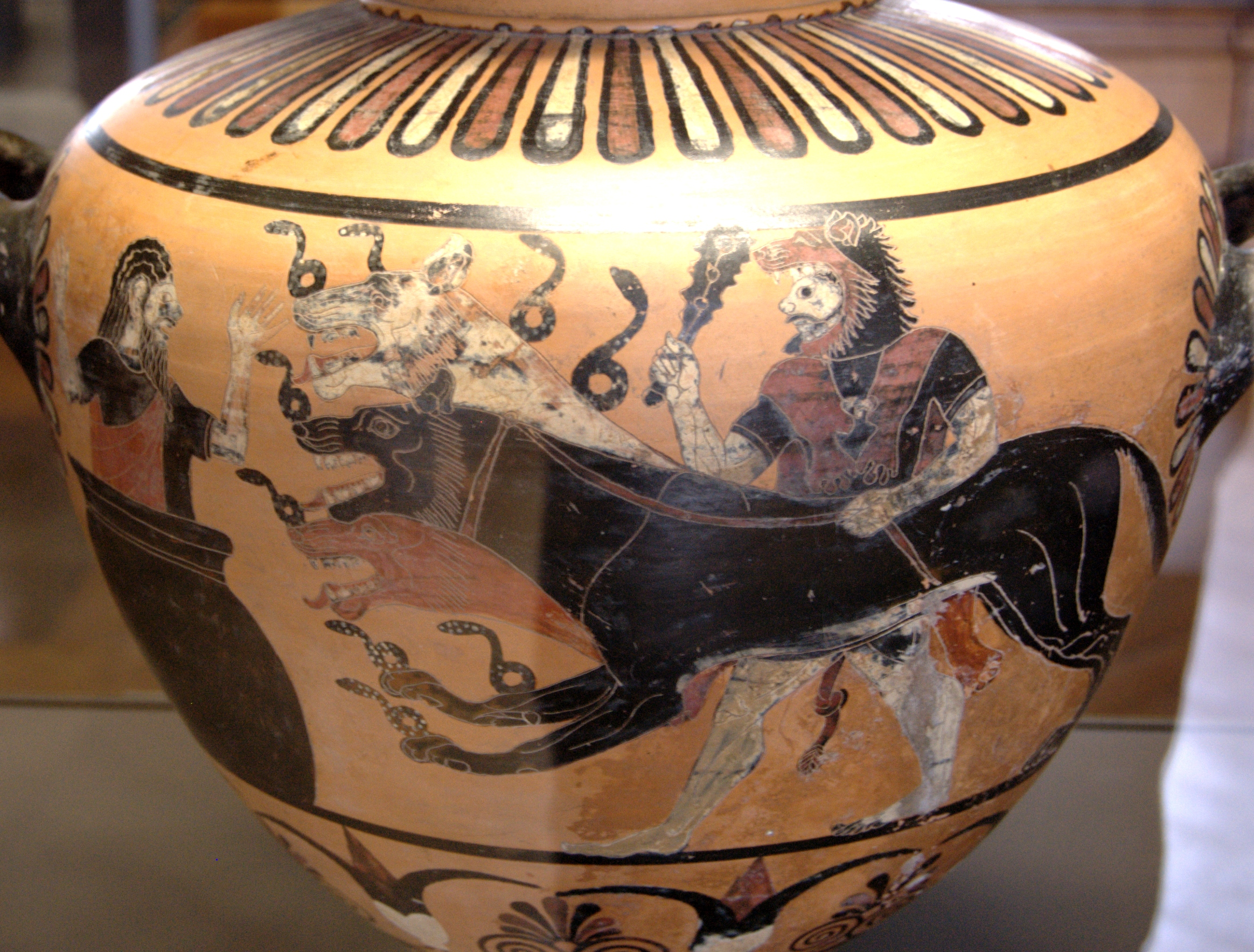

### Alte isprăvi
În afara acestor isprăvi, eroul a săvârșit, în diferite împrejurări, numeroase alte acte de curaj și vitejie, care i-au adus faima și l-au făcut renumit. Printre ele se numără:
1. Expediția întreprinsă împotriva Troiei. Laomedon, regele Troiei, a refuzat să îi dea lui Heracles răsplata cuvenită pentru faptul că eroul a salvat-o pe Hesione, fiica regelui, din ghearele unui monstru îngrozitor. Heracles atacă cetatea, îl ucide pe rege împreună cu toți fii lui și i-o dă de soție pe Hesione lui Telamon, unul dintre camarazii lui de arme.
2. Războiul împotriva giganților, în care eroul a luptat alături de olimpieni.
3. Războiul împotriva lui Augias, întreprins datorită faptului că regele din Elis refuzase să-i dea plata cuvenită pentru că i-a curățat grajdurile. Cu ocazia victoriei, eroul a înființat Jocurile Olimpice.
4. Expediția organizată împotriva Pylosului, unde domnea regele Neleus, expediție în cursul căreia Heracles îl ucide pe rege împreună cu toți fiii lui, în afară de unul singur, Nestor. Cu această ocazie Heracles a rănit mai mulți zei, printre care pe Hera și pe Ares.
5. Războiul împotriva Spartei, în cursul căruia, deși învingător, eroul este rănit la mână și vindecat apoi de către Asclepius.
6. Lupta împotriva driopilor, în care, învins la început, Heracle iese în cele din urmă învingător, îi bate pe driopi și îi pune pe fugă. Motivul izbucnirii conflictului a fost faptul că o dată, pe când trecea prin ținutul lor călătorind împreună cu Deianira și cu fiul său Hyllus, driopii au refuzat să-i dea să mănânce copilului, care era înfometat. De la driopi primeste un ucenic, Hylas, de care se indragosteste, si pe care il va pierde in Mysia, unde baiatul va fi rapit de o ninfa.
7. Lupta cu centaurii, stârniți de mirosul vinului pe care eroul îl băuse în peștera lui Pholus. Cu această ocazie a fost ucis de către Heracle și bunul centaur Chiron.
8. Readucerea Alcestei din regatul subpământean.
9. Lupta cu Anteu (Antaeus).
10. Lupta cu Cycnus, pe care l-a ucis în drum spre Grădina Hesperidelor.
11. Eliberarea lui Prometheus. Traversând Caucasul, pe drumul spre aceeași Grădină a Hesperidelor, eroul a ucis vulturul care devora ficatul titanului Prometheus înlănțuit de o stâncă.
12. Lupta împotriva lui Lycaon, fiul lui Ares și al Pyrenei, care, opunându-se trecerii lui Heracles spre Grădina Hesperidelor, a fost învins și el de către erou.
13. Lupta cu gigantul Alcyoneus pe care l-a omorât cu măciuca sa, ajutat fiind și de zeița Athena.
14. Prinderea cercopilor.
15. Expediția argonauților, la care a participat, abandonând-o însă pe parcurs.

### Cămașa lui Nessus
În sfârșit, viața eroului, bogată în peripeții, cuprinde și alte episoade menite să-i ilustreze forța și vitejia. De pildă, este cunoscut episodul luptei dintre Heracle și zeul apei Achelous, pentru a obține mâna Deianirei, sora lui Meleagru, căruia, în Infern, eroul îi făgăduise să o ia de soție. După căsătorie, omorând din greșeală o rudă a soției sale, Heracle este silit să pornească în exil împreună cu soția sa, Deianira, și cu fiul lor, Hyllus. Pe drum Deianira este atacată de centaurul Nessus, care vrea s-o violeze. Heracle îl rănește mortal cu una din săgețile sale otrăvite. Înainte de a muri, centaurul îi dăruiește Deianirei un filtru miraculos, filtru care - după spusele lui - avea să i-l aducă înapoi pe Heracles atunci când ei i se va părea că eroul nu o mai iubește. Șiretenia lui Nessus și gelozia Deianirei aveau să pricinuiască, mai târziu, moartea eroului.
În urma uciderii nedrepte a lui Iphitus, fiul regelui Eurytus, Heracle e atins de nebunie. Pentru a fi „purificat” el se duce la Delphi, dar acolo, insultând oracolul, își atrage asupră-și mânia lui Apollo. În urma omorului și a sacrilegiului comis, el nu mai poate fi purificat decât dacă se va vinde ca sclav, timp de trei ani, pentru a sluji un stăpân. Astfel  ajunge Heracle în slujba Omphalei, regina Lidiei. Acesta este răstimpul în care eroul, robit și iubit de regină, participă la vânătoarea mistrețului din Calydon. După împlinirea termenului de robie, Heracle se războiește cu regele Eurytus. Pe vremuri, Eurytus îi refuzase mâna fiicei sale, Iole. Eroul se luptă cu Eurytus, îl ucide și, cum dragostea pentru fiica acestuia a rămas neschimbată, o ia cu el pe Iole (Iolau).
Aflând, Deianira îi trimite lui Heracle o cămașă îmbibată cu filtrul lui Nessus, pe care Heracle îl ucisese odinioară. Departe de a-i aduce soțul înapoi, filtrul - răzbunare perfidă a centaurului - face ca veștmântul o dată îmbrăcat să se lipească de trupul eroului și să ia foc. În zadar se luptă Heracles cu disperare să scape de cămașa ucigătoare, o dată cu ea smulgându-și de pe trup fâșii de carne, flăcările ajungându-i până la oase. Atunci, simțindu-și sfârșitul aproape - în timp ce Deianira îngrozită de fapta ei se sinucide - eroul își înalță singur un rug și se pregătește de moarte. El o încredințează pe Iole fiului său Hyllus și poruncește cu limbă de moarte ca, mai târziu, cei doi să se căsătorească. Își dăruiește apoi arcul și săgețile lui Philoctetes și se urcă pe rugul de mai înainte pregătit.
În timp ce flăcările rugului se înalță, un nor pogoară din ceruri și cade un trăsnet. Când ceața se risipește, corpul eroului nu mai există. El a fost luat în Olimp, unde va exista  după moarte în rândul nemuritorilor. Vechea ură a Herei se șterge. Ea îl primește acum pe Heracle în lăcașul zeilor, căsătorindu-l cu fiica ei, Hebe, zeița veșnicei tinereți. Eroul devine nemuritor, drept răsplată pentru vitejia, curajul și nedreptățile îndurate pe pământ.
O precizare care apare în cartea lui Alexandru Mitru Legendele Olimpului, volumul II (Eroii), spune un lucru interesant despre sursa puterii lui Heracle. Zeița Hera o forțează pe mama pruncului nou-născut să îl abandoneze pe un câmp, în ideea că micuțul va cădea pradă animalelor. Zeus fiind în gardă îl trimite pe Hermes, fiul său, să îl salveze și îi spune să îl ducă pe Heracle să sugă de la sânul Herei laptele nemuririi. Acest lucru s-a întâmplat, iar zeița supremă când a observat l-a aruncat pe cel mic, nervoasă fiind a dorit chiar să îl ucidă. Legendele spun că laptele care a țâșnit de la pieptul ei s-a risipit pe cer formând ceea ce numim azi Calea Lactee.

## Alte culte
Grecii antici au sărbătorit festivalul   Heracleea, care a comemorat moartea lui Heracles, în a doua zi a lunii a Metageitnion ( sfârșitul lunii iulie sau începutul lui august). Un templu egiptean a lui  Heracle a fost construit în  Oaza Bahariya  în  21 î.Hr..
Prin intermediul culturii  elenistice ,   simbolismul Heracleean  a fost transmis către Orientul Îndepărtat. În mitologia japoneză există gardianul Nio în fața templelor  japoneze budiste. Herodot l-a conectat pe Heracle  atât cu  zeul fenician Melqart cât și cu  zeul egiptean Shu. Temple dedicate lui  Heracle  s-au înmulțit de-a lungul țărilor  mediteraneene. De exemplu, templului Heracles Monoikos, construit departe de orice oraș din apropiere, pe Coasta de Azur, s-a dat numele său zonei  Monaco.
Poarta de acces de la Marea Mediterană la Oceanul Atlantic era denumită în antichitate „Coloanele lui Hercule”. Heracles a fost ecranizat în multe filme și seriale TV.

## În astronomie
Una din cele 88 de constelații din astronomia modernă îi poartă numele: constelația Hercule.

## Galerie

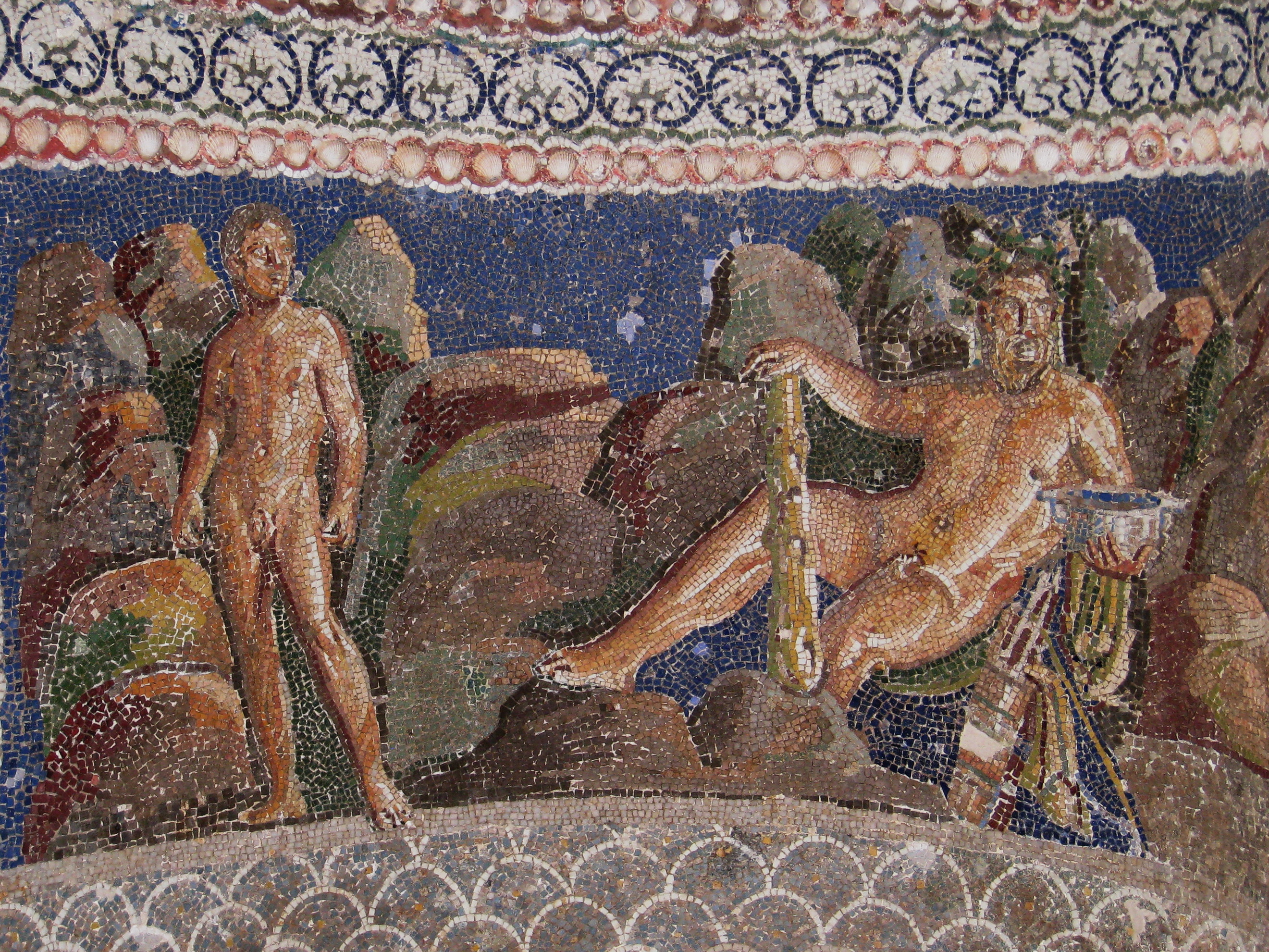
Heracle și prietenul său, Iolaus⁠(d)
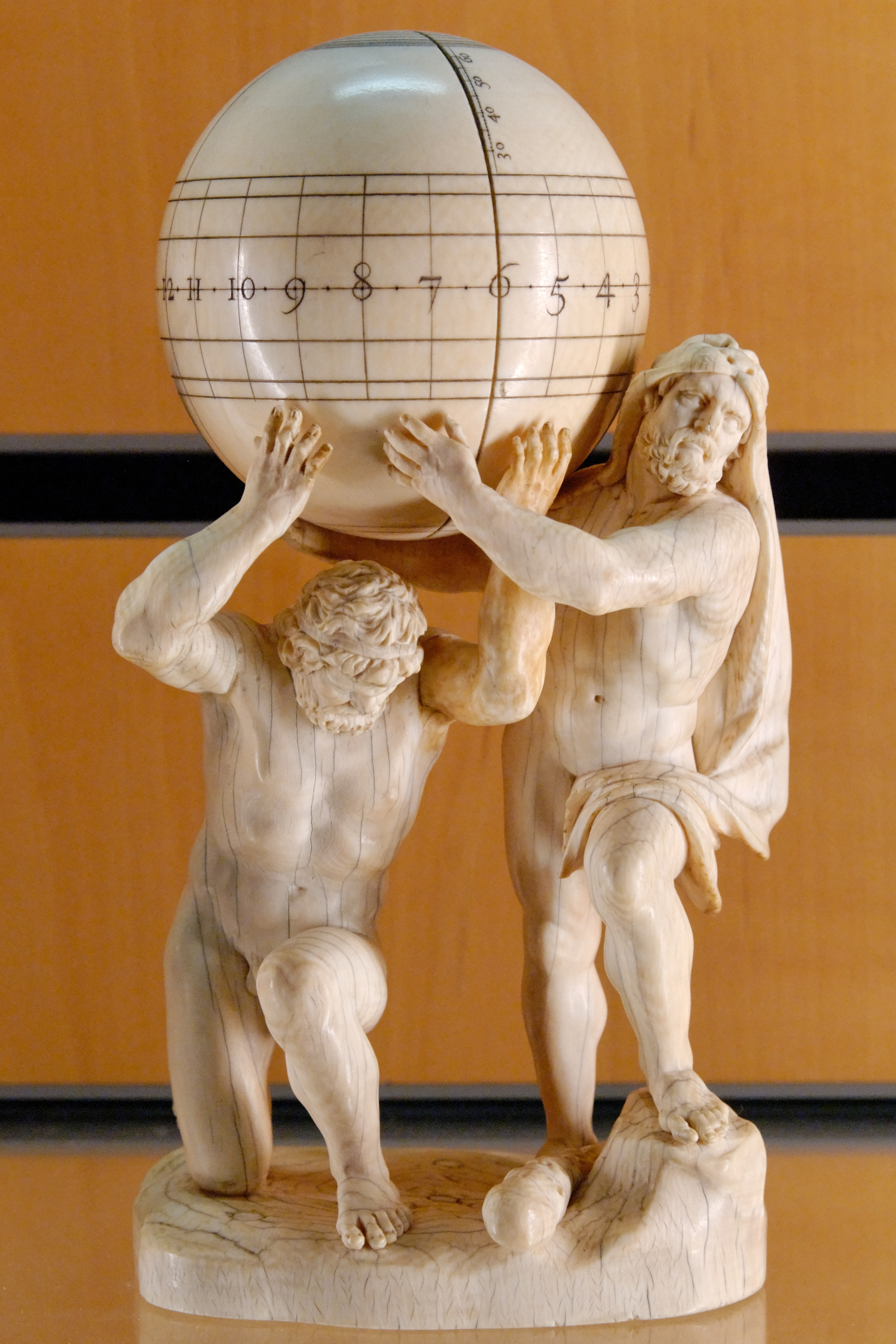
Atlas și  Heracle
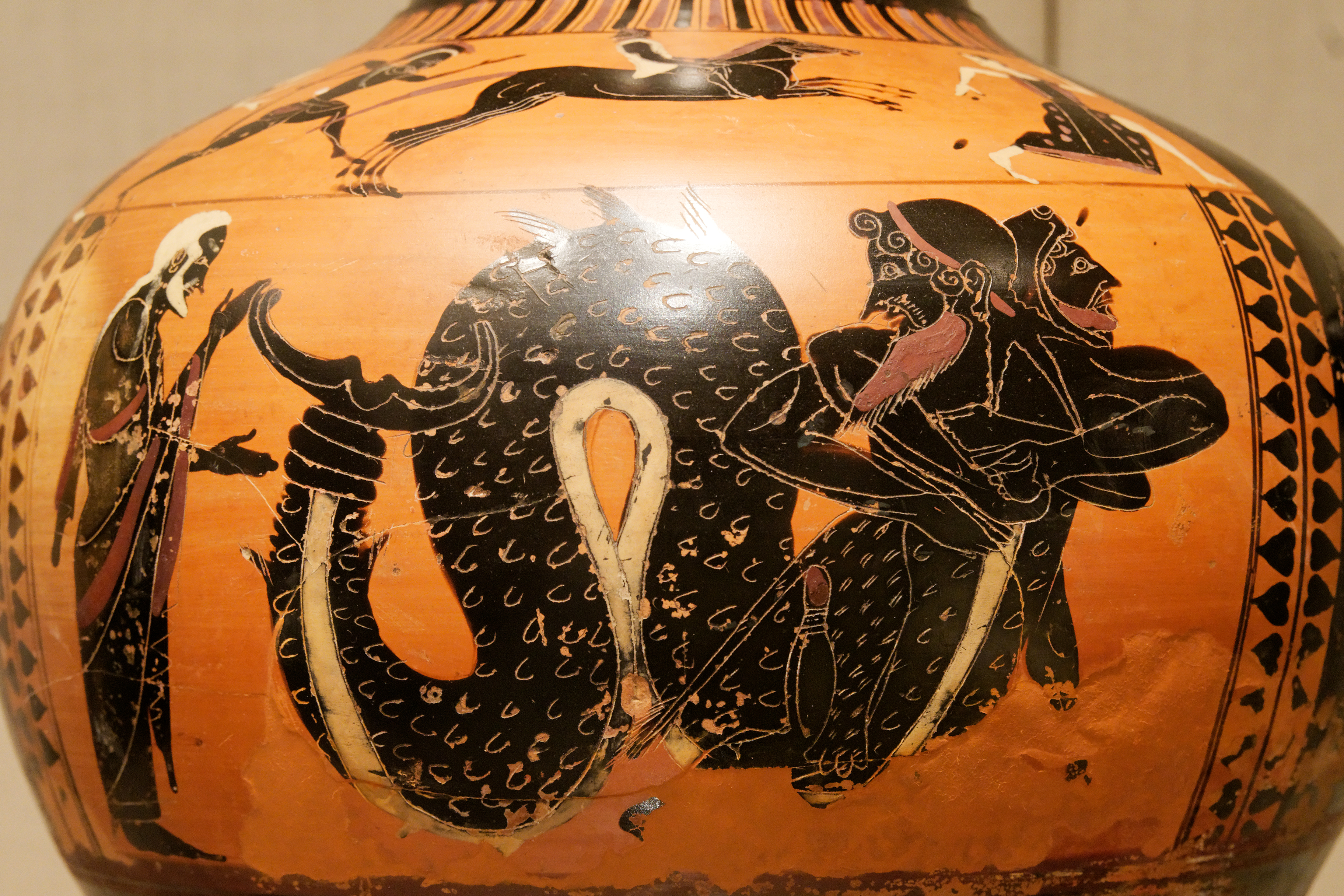
Heracle și Triton
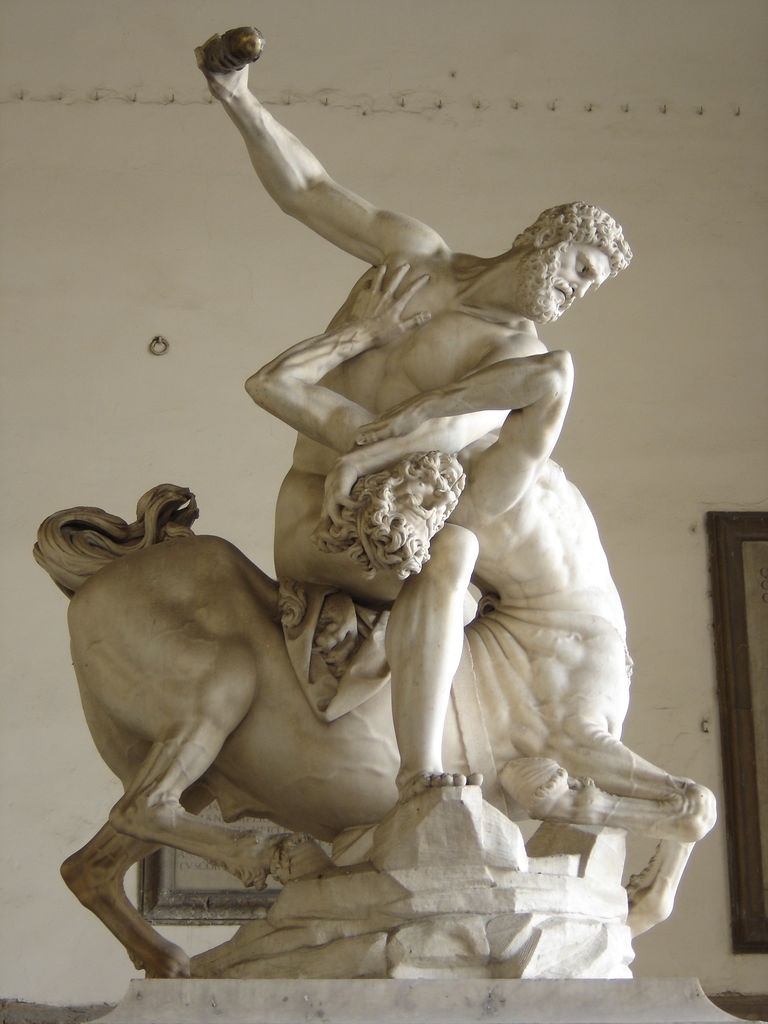
Heracle îl ucide pe Nessus
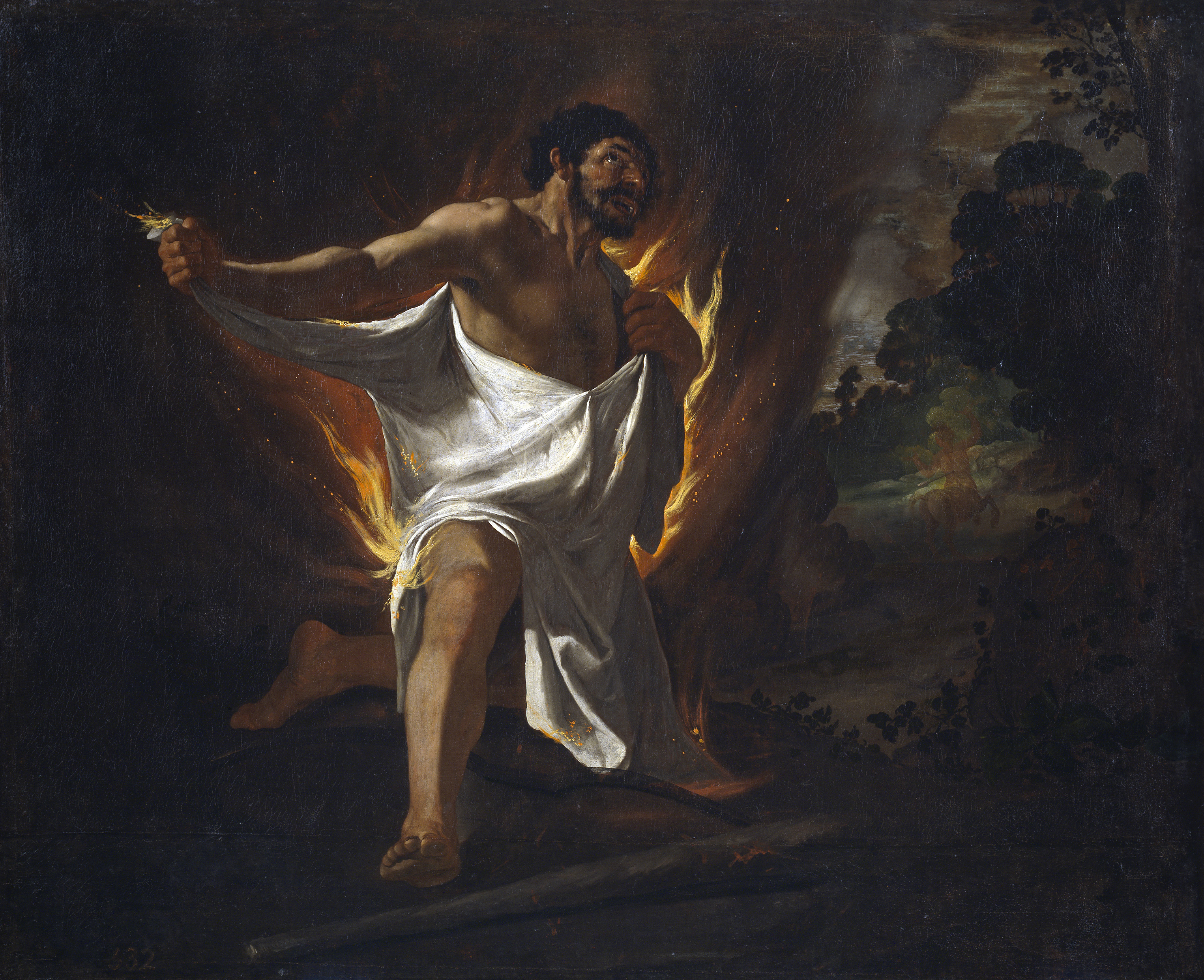
Moartea lui Heracle
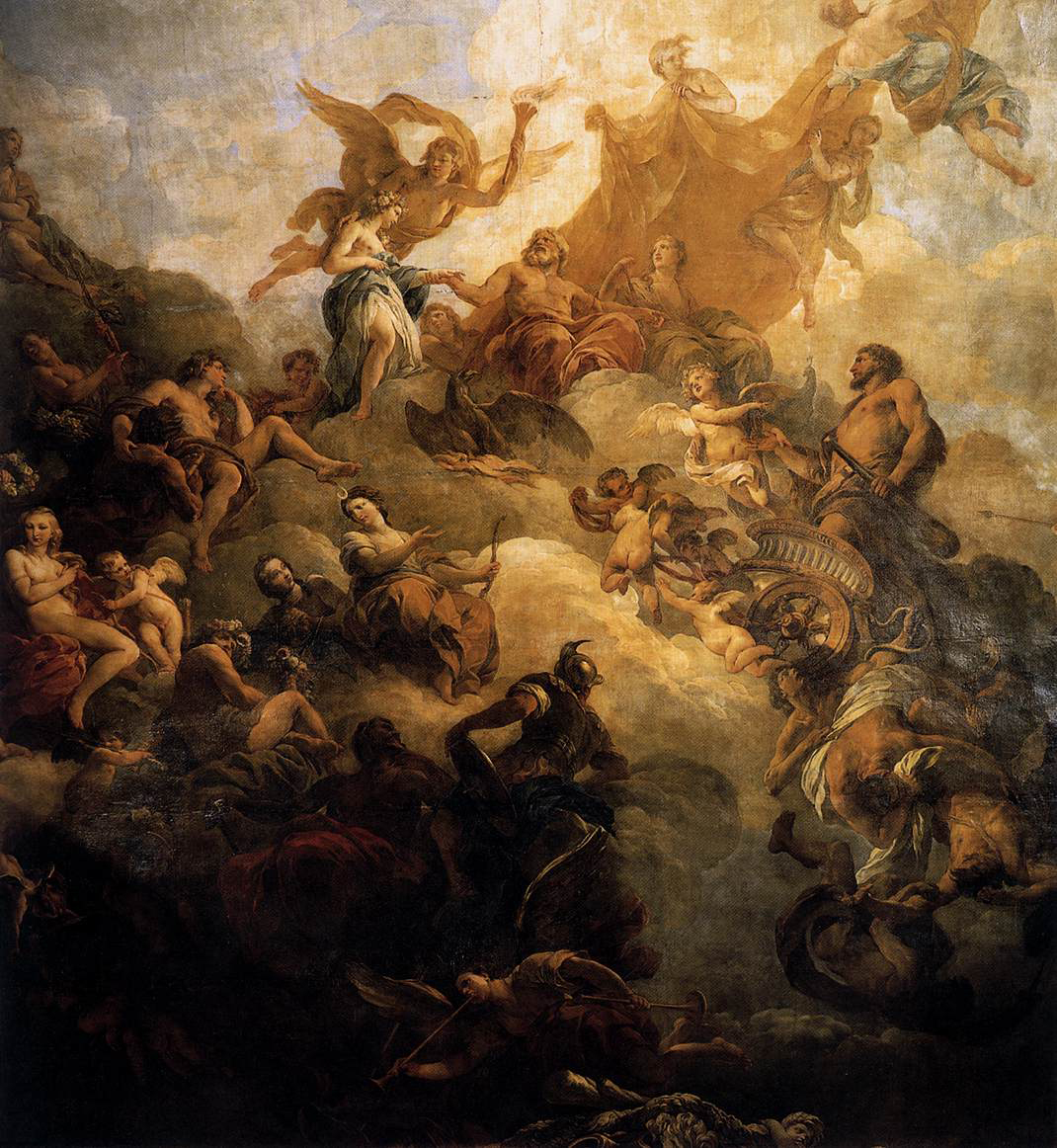
Apoteoza lui Heracle
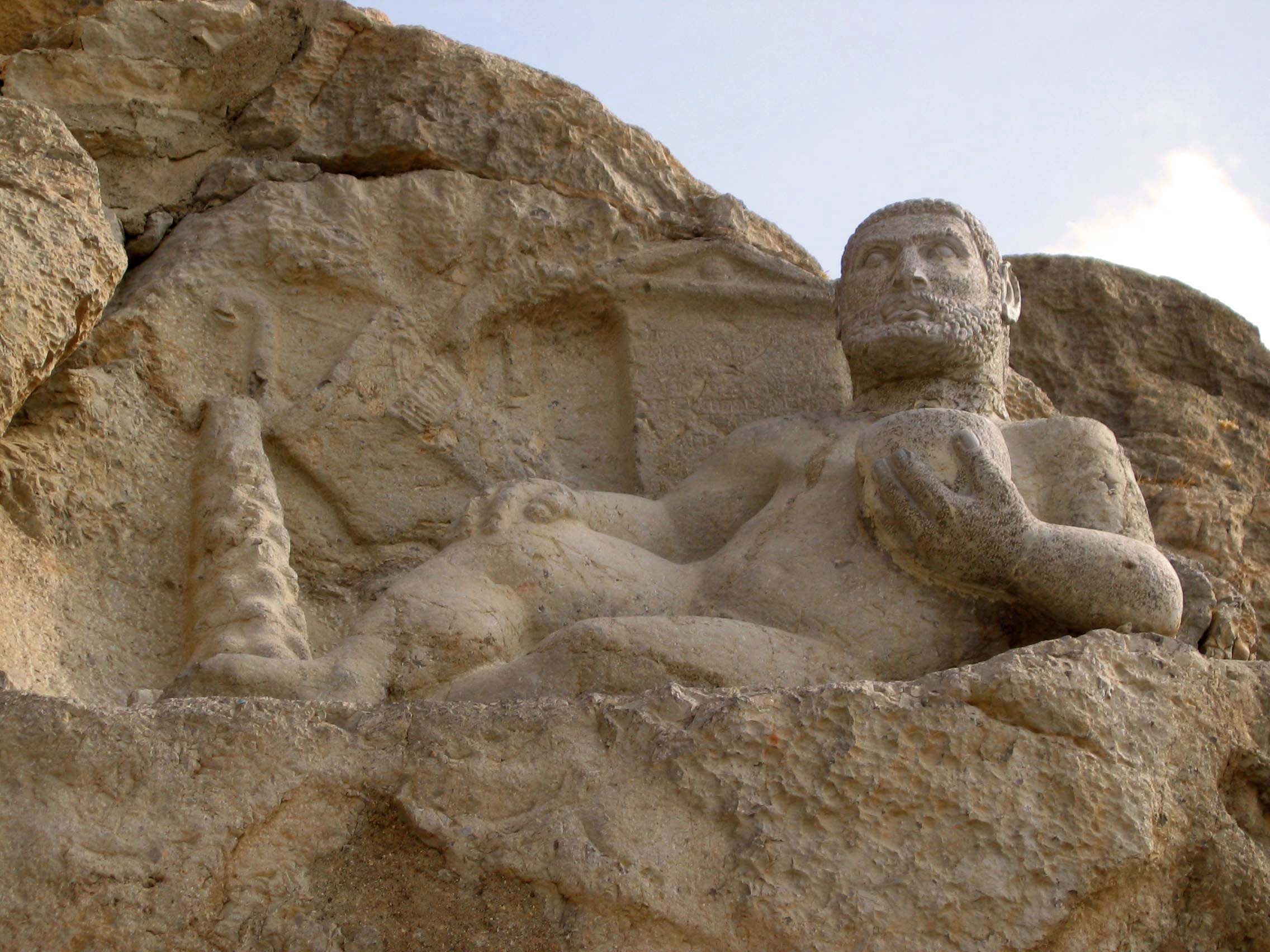
Statuie budistă a lui Hercule